# Convención Nacional Ciudadana de 2021
La Convención Nacional Ciudadana de 2021 será el proceso de selección primaria mediante la cual los partidarios del Partido Acción Ciudadana seleccionaron a su candidato presidencial para las elecciones generales de 2022 el 22 de agosto de 2021.
El Partido Acción Ciudadana realizará su Convención en el mes de agosto aplazándola debido a la pandemia.
El ganador del proceso fue el diputado Welmer Ramos en unas ajustadas primarias donde venció por 150 votos.

## Antecedentes
La Constitución Política de Costa Rica prohíbe al presidente de la República incumbente reelegirse en su puesto de manera consecutiva, por lo que el actual presidente del oficialista Acción Ciudadana, Carlos Alvarado Quesada, no es elegible para postularse en el puesto. Asimismo, se establece que los ministros de gobierno y los directores o gerentes de las instituciones autónomas deberán renunciar doce meses antes de que se realice la elección en caso de que se quisiera aspirar a la presidencia o vicepresidencia de la República.
En marzo de 2021, la Asamblea Nacional del Partido Acción Ciudadana anunció la realización del tercer Congreso Ciudadano del partido, de cara a las elecciones de 2022, y por medio del cual se definirán los aspectos relacionados con sus procesos internos. Asimismo, se anunció que el partido realizaría asambleas presenciales, entre abril y julio, para renovar sus estructuras en los cantones y provincias del país.

## Eventos
Se realizaron debates entre los precandidatos la semana anterior a la elección en medios como Monumental y Repretel. El día de la propia convención hubo relativamente poca asistencia en comparación a años anteriores. La precandidata Carolina Hidalgo debió suspender las actividades de la tarde por razones de salud.
A pesar de que Carolina Hidalgo se mostraba como favorita en las encuestas en las semanas anteriores a la convención, recibió muchas críticas por su voto a favor de la cláusula de conciencia en la ley de empleo público.
Tras un exhaustivo conteo manual que tomó más de una semana, lo que levantó críticas en algunos sectores por la tardanza, las tendencias presentaron distintas incidencias para que fueran resueltas por el Tribunal Electoral Interno. Reportes extraoficiales informaron del aparente gane de Ramos por estrecho margen. La tendencia hidalguista aseguró de una votación "atípica" en Puntarenas. Posteriormente la tendencia welmerista retira las incidencias para apresurar la declaratoria final de resultados.

## Precandidaturas inscritas
| Nombre | Nombre                   | Nacimiento                                                            | Experiencia                                                                           | Provincia de residencia | Campaña Fecha de inicio                                   | Ref.          |
| ------ | ------------------------ | --------------------------------------------------------------------- | ------------------------------------------------------------------------------------- | ----------------------- | --------------------------------------------------------- | ------------- |
|        | Hernán Solano Venegas    | 20 de marzo de 1967 (58 años) San Isidro de El General, Pérez Zeledón | Viceministro de Juventud (2002-2006) Ministro de Deporte (2018-2021)                  | Heredia                 | Campaña Anuncio e inicio de campaña: 5 de febrero de 2021 | [ 12 ] [ 13 ] |
|        | Welmer Ramos González    | 20 de marzo de 1961 (60 años) Heredia, Heredia                        | Ministro de Economía (2014-2017) Diputado por la provincia de Heredia (2018-presente) | Heredia                 | Campaña Anuncio e inicio de campaña: 3 de febrero de 2021 | [ 14 ]        |
|        | Carolina Hidalgo Herrera | 15 de octubre de 1982 (42 años) San José, San José                    | Presidenta de la Asamblea Legislativa (2018-2019)                                     | Alajuela                | Campaña Anuncio e inicio de campaña: 26 de abril de 2021  | [ 15 ] [ 16 ] |

## Precandidaturas descartadas
A abril de 2021, las siguientes personas han sido objeto de especulaciones sobre su posible candidatura, pero han negado públicamente su interés en postularse.
- Román Macaya Hayes, presidente ejecutivo de la Caja Costarricense del Seguro Social (2018-2022); precandidato a la presidencia en 2010.[17]
- Daniel Salas Peraza, ministro de Salud Pública (2018-2022).[17]
- Laura Guido Pérez, diputada por la provincia de Cartago (2018-2022).[18]
- Claudia Dobles Camargo; primera dama de Costa Rica (2018-2022).[19]
- Ana Helena Chacón Echeverría, vicepresidenta de la República (2014-2018); diputada por la provincia de San José (2006-2010).[20][21]

## Precandidaturas retiradas
- Marcia González Aguiluz, ministra de Justicia y Paz (2018-2020); regidora de Santa Ana (2002-2006).(da su apoyo a Welmer Ramos)
- Edgar Mora Altamirano, ministro de Educación Pública (2018-2019); alcalde de Curridabat (2007-2018).[22][23]
- Martha Zamora Castillo, diputada por la provincia de Alajuela (2002-2006).(da su apoyo a Hernan Solano)[24][25]